# Balloon Dog
Balloon Dog is een reeks van vijf kunstwerken van de Amerikaanse kunstenaar Jeff Koons (1955) gemaakt van gepolijste, roestvaststalen 'ballonnen' samengeknoopt tot een hond. De werken zijn ruim 3½ × 1 × 3 meter (l×b×h) en werden gemaakt in de periode 1995-2000.
Zo is Balloon Dog (Yellow) een geelkleurige hond die in 2008 te zien was op de tentoonstelling Jeff Koons on the Roof op het dak van het museum Metropolitan Museum of Art in New York. Een paars-roze versie, Balloon Dog (Magenta), werd dat jaar tentoongesteld in het Paleis van Versailles in Parijs. Koons oranje Balloon Dog (Orange) werd eind 2013 bij Christie's geveild voor 58,4 miljoen dollar, de tot dan toe hoogste veilingopbrengst voor een nog in leven zijnd kunstenaar. Daarnaast bestaat er ook een blauwe en rode versie.
Koons beschuldigde in 2010 een kunstgalerie-boekwinkel in San Francisco van schending van auteursrecht omdat deze boekensteunen in de vorm van hondvormige ballonsculpturen verkocht.